# Janek Mäggi

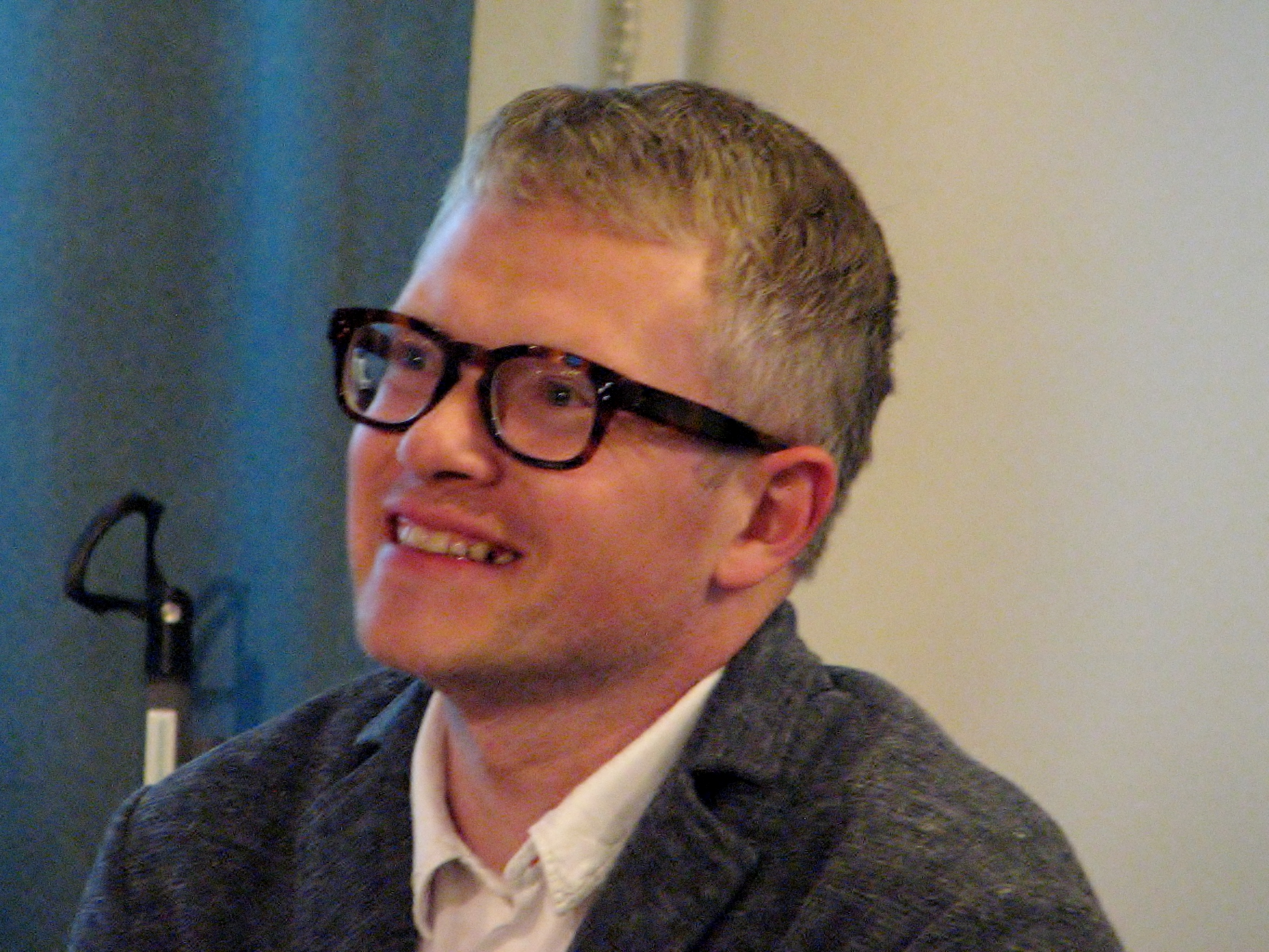
Janek Mäggi (2014)

Janek Mäggi (* 5. September 1973, Estnische SSR) ist ein estnischer Politiker. Er gehört der Estnischen Zentrumspartei (Keskerakond) an. Von Mai 2018 bis April 2019 war er Minister für öffentliche Verwaltung der Republik Estland.

## Leben
Nach seinem Schulabschluss studierte er bis 1999 Rechtswissenschaften an der Universität Tartu. Von 1997 bis 2000 war er Vizepräsident der SEB Pank. Mäggi gehört zu den Gründern der Beratungsfirma Powerhouse, für die er bis Mai 2018 als CEO und Consultant tätig war.
Am 2. Mai 2018 wurde er als Nachfolger von Jaak Aab zum Minister für öffentliche Verwaltung im ersten Kabinett von Ministerpräsident Jüri Ratas berufen. Nach den Wahlen im Frühjahr 2019 wurde er nicht erneut als Minister berücksichtigt und kehrte zu Powerhouse zurück. Im Oktober 2019 trat er zudem aus dem Vorstand der Zentrumspartei zurück, nachdem seine Lobbyverbindungen zum Tabakkonzern Philipp Morris enthüllt wurden.
Von 1999 bis Anfang 2015 war Mäggi Präsident des estnischen Dame-Verbandes. Zwischen 2007 und 2017 führte er den europäischen Verband und seit Oktober 2017 steht er dem Weltverband vor.